# Thoracotes dubius
Thoracotes dubius is een keversoort uit de familie schorsknaagkevers (Trogossitidae). De wetenschappelijke naam van de soort werd in 1906 gepubliceerd door Handlirsch.